# Phanerotoma potanini
Phanerotoma potanini är en stekelart som beskrevs av Kokujev 1895. Phanerotoma potanini ingår i släktet Phanerotoma och familjen bracksteklar. Inga underarter finns listade i Catalogue of Life.